# Grande Prêmio da Alemanha de 1970
Resultados do Grande Prêmio da Alemanha de Fórmula 1 realizado em Hockenheim em 2 de agosto de 1970. Oitava etapa da temporada, foi vencida pelo austríaco Jochen Rindt, da Lotus-Ford, com Jacky Ickx em segundo pela Ferrari e Denny Hulme em terceiro pela McLaren-Ford.

## Resumo

### Estreia de Hockenheim
Palco de vinte e nove edições do Grande Prêmio da Alemanha, o circuito de Nürburgring não sediará a edição de 1970 porque os organizadores da etapa germânica não realizaram a tempo as modificações em prol da segurança no local, conforme denunciava a Grand Prix Drivers' Association e por isso escolheram a pista de Hockenheim, próxima à cidade homônima, para a disputa da oitava etapa do mundial de Fórmula 1. O novo circuito, registre-se, foi reformado desde a morte de Jim Clark numa prova de Fórmula 2 em 1968.
Exceto pela aposentadoria de Dan Gurney, substituído na McLaren pelo britânico Peter Gethin, o grid germânico era similar ao da prova anterior, na Grã-Bretanha. Dentre as equipes a Frank Williams Racing Cars foi limada do Grande Prêmio da Alemanha porque a De Tomaso de Brian Redman não atingiu o tempo necessário para classificar-se, dentre outros carros.
Após duelar com Jochen Rindt nos treinos, o belga Jacky Ickx superou o rival e obteve a quinquagésima pole position na história da Ferrari deixando o piloto da Lotus atrás de si enquanto Clay Regazzoni (Ferrari), Jo Siffert (March), Henri Pescarolo (Matra) e Chris Amon (March) vinham a seguir com o campeão mundial, Jackie Stewart, apenas em sétimo com sua March/Tyrrell.

### Última vitória de Rindt
Jacky Ickx soube aproveitar a pole position e manteve o primeiro lugar sob uma perseguição feroz de Jochen Rindt durante seis voltas quando seu rival o ultrapassou, mas o ferrarista retomou a liderança no décimo giro, mas graças ao vácuo proporcionado pelas longas retas do circuito de Hockenheim, Rindt retornou à ponta na volta dezoito. Salvo alguma intrusão por parte de Clay Regazzoni (líder por duas voltas), o embate entre Ickx e Rindt foi a tônica do fim de semana e ao todo a liderança mudou de posição em onze oportunidades, com os rivais em questão alternando-se entre a primeira e a segunda posição no grid.
Na trigésima volta, a Ferrari de Clay Regazzoni rodou e saiu da pista deixando o terceiro lugar para Chris Amon, mas este sucumbiu a uma quebra de motor quatro giros mais tarde. Igual destino teve John Surtees ao herdar tão volátil posição. Dentre os coadjuvantes da prova cabe ressaltar o desempenho de Emerson Fittipaldi, pois embora fosse o terceiro piloto da equipe de Colin Chapman, o brasileiro guiava com esmero redobrado ao volante de um obsoleto Lotus 49. Décimo terceiro piloto no grid de largada, ele soube aproveitar os momentos de ultrapassagem e as quebras de seus adversários para ganhar terreno e chegou à zona de pontuação quando o câmbio da Matra de Henri Pescarolo falhou na quadragésima sexta volta. A quebra dos motores de John Surtees (agora piloto de sua própria equipe) e Jo Siffert (BRM) permitiram a Fittipaldi chegar na quarta posição igualando o resultado de Chico Landi (então piloto da Maserati) no Grande Prêmio da Argentina de 1956.
Enquanto isso o duelo pela vitória seguia acirrado e nisso Jacky Ickx assumiu a liderança na volta 48, mas Jochen Rindt deu o troco na passagem seguinte. Num esforço final Ickx marcou a melhor volta da prova no último giro a fim de superar Rindt, mas o austríaco da Lotus resistiu e conquistou aquela que seria a última vitória de sua carreira e durante a cerimônia de premiação ele cumprimentou Ickx em reconhecimento à dura e leal disputa que tiveram, num dia onde Denny Hulme levou sua McLaren à terceira posição, assumida a quatro voltas do fim com a quebra de John Surtees. Conforme já assinalado, Emerson Fittipaldi foi o quarto colocado e marcou os primeiros pontos de sua carreira e para o deleite dos alemães Rolf Stommelen ficou em quinto lugar com sua Brabham e Henri Pescarolo ainda levou sua Matra à sexta posição.
Jochen Rindt saboreou a vitória em Hockenheim de maneira singular, pois embora tivesse nacionalidade austríaca, nasceu na cidade alemã de Mainz, situada à margem esquerda do Rio Reno. Lembranças à parte, Rindt liderava o mundial de pilotos com 45 pontos e a Lotus era a melhor entre os construtores com 50 pontos.

## Classificação da prova
| Pos.   | Nº | Piloto               | Construtor         | Voltas | Tempo/Diferença   | Grid | Pontos |
| ------ | -- | -------------------- | ------------------ | ------ | ----------------- | ---- | ------ |
| 1      | 2  | Jochen Rindt         | Lotus-Ford         | 50     | 1:42:00.3         | 2    | 9      |
| 2      | 10 | Jacky Ickx           | Ferrari            | 50     | + 0.7             | 1    | 6      |
| 3      | 4  | Denny Hulme          | McLaren-Ford       | 50     | + 1:21.8          | 16   | 4      |
| 4      | 17 | Emerson Fittipaldi   | Lotus-Ford         | 50     | + 1:55.1          | 13   | 3      |
| 5      | 21 | Rolf Stommelen       | Brabham-Ford       | 49     | + 1 volta         | 11   | 2      |
| 6      | 14 | Henri Pescarolo      | Matra              | 49     | + 1 volta         | 5    | 1      |
| 7      | 23 | François Cevert      | March-Ford         | 49     | + 1 volta         | 14   |        |
| 8      | 12 | Jo Siffert           | March-Ford         | 47     | Ignição           | 4    |        |
| 9      | 7  | John Surtees         | Surtees-Ford       | 46     | Motor             | 15   |        |
| Ret    | 9  | Graham Hill          | Lotus-Ford         | 37     | Motor             | 20   |        |
| Ret    | 5  | Chris Amon           | March-Ford         | 34     | Motor             | 6    |        |
| Ret    | 15 | Clay Regazzoni       | Ferrari            | 30     | Motor             | 3    |        |
| Ret    | 16 | John Miles           | Lotus-Ford         | 24     | Motor             | 10   |        |
| Ret    | 1  | Jackie Stewart       | March-Ford         | 20     | Motor             | 7    |        |
| Ret    | 11 | Mario Andretti       | March-Ford         | 15     | Câmbio            | 9    |        |
| Ret    | 22 | Ronnie Peterson      | March-Ford         | 11     | Motor             | 19   |        |
| Ret    | 6  | Pedro Rodríguez      | BRM                | 7      | Ignição           | 8    |        |
| Ret    | 18 | Jackie Oliver        | BRM                | 5      | Motor             | 18   |        |
| Ret    | 3  | Jack Brabham         | Brabham-Ford       | 4      | Vazamento de óleo | 12   |        |
| Ret    | 8  | Jean-Pierre Beltoise | Matra              | 4      | Suspensão         | 21   |        |
| Ret    | 24 | Peter Gethin         | McLaren-Ford       | 3      | Acelerador        | 17   |        |
| DNQ    | 25 | Brian Redman         | De Tomaso-Ford     |        |                   |      |        |
| DNQ    | 20 | Andrea de Adamich    | McLaren-Alfa Romeo |        |                   |      |        |
| DNQ    | 27 | Silvio Moser         | Bellasi-Ford       |        |                   |      |        |
| DNQ    | 26 | Hubert Hahne         | March-Ford         |        |                   |      |        |
| Fonte: |    |                      |                    |        |                   |      |        |

## Tabela do campeonato após a corrida
|        | Pos. | Piloto         | Pontos |
| ------ | ---- | -------------- | ------ |
|        | 1    | Jochen Rindt   | 45     |
|        | 2    | Jack Brabham   | 25     |
| 1      | 3    | Denny Hulme    | 20     |
| 1      | 4    | Jackie Stewart | 19     |
|        | 5    | Chris Amon     | 14     |
| Fonte: |      |                |        |

|        | Pos. | Construtor   | Pontos |
| ------ | ---- | ------------ | ------ |
|        | 1    | Lotus-Ford   | 50     |
|        | 2    | March-Ford   | 33     |
|        | 3    | Brabham-Ford | 29     |
|        | 4    | McLaren-Ford | 27     |
| 2      | 5    | Ferrari      | 16     |
| Fonte: |      |              |        |

- Nota: Somente as primeiras cinco posições estão listadas. Em 1970 os pilotos computariam seis resultados nas sete primeiras corridas do ano e cinco nas últimas seis. Neste ponto esclarecemos: na tabela dos construtores figurava somente o melhor colocado dentre os carros de um time.